# Komodor
Komodor (ang. commodore, niem. Kommodore) – stopień wojskowy marynarki wojennej, lub oznaka funkcji, używane przede wszystkim w krajach anglosaskich. Przewidziani do kierowania zespołem okrętów z jednoczesnym dowództwem najważniejszego z nich.
Według kodu stopni NATO – OF-06.
Początki rangi sięgają 1652, gdy Holendrzy podczas I wojny angielsko-holenderskiej uznali potrzebę utworzenia stopnia dla oficerów dowodzących zespołami okrętów, których było więcej niż admirałów. Nie chcieli mianować więcej admirałów, aby uniknąć naruszenia prawa Zjednoczonych Prowincji Niderlandów. Jeden z późniejszych słynnych admirałów holenderskich Michiel de Ruyter brał w niej udział jako komodor. W 1689 Wilhelm III Orański wprowadził ten stopień do floty brytyjskiej.
W późniejszym okresie tytułu komodora zaczęto również używać jako tytułu honorowego dowódcy konwoju lub najstarszego kapitana danego armatora na statku pasażerskim lub handlowym a w lotnictwie cywilnym dla doświadczonego, starszego pilota z funkcją kierowniczą.

## Marynarka wojenna i handlowa oraz lotnictwo
W wielu marynarkach wojennych tytuł, lub stopień Kommodore zachował się do dzisiaj. Jest on rozumiany jako funkcja dowódcza w prowadzeniu zespołu okrętów, lub/i stopień wojskowy niższy od kontradmirała (w niektórych marynarkach uznawany za jeden ze stopni admiralskich uprawniających do używania własnej flagi).

## Polska
W Marynarce Wojennej od jej powstania po I wojnie światowej używano zapożyczonego z wojsk lądowych stopnia pułkownik marynarki, który zastąpiono w 1921 istniejącym do teraz stopień komandor wg kodu stopni NATO - OF-05. Nie jest on odpowiednikiem stopnia Komodor i bliższym jego odpowiednikiem jest polski kontradmirał, wg kodu NATO - OF-06.

## Wielka Brytania
W Royal Navy tytuł i funkcję Commodore wprowadzono w 1690 dla najstarszego dowódcy w stopniu kapitana zespołu okrętów bez nadania stopnia. W 1747 ustanowiono, że stopień Commodore jest odpowiednikiem brygadiera w armii lądowej. W 1805 Commodore został uznany jako oficjalny stopień wojskowy niższy od kontradmirała, z uposażeniem kontradmirała. 
Obecnie stopień funkcjonuje w marynarkach wojennych Wielkiej Brytanii i Irlandii Północnej i Kanady.
W Royal Air Force występuje jako stopień Air Commodore, wg kodu NATO - OF-06. Występuje także w siłach lotniczych państw, które przyjęły stopnie wojskowe, wzorując się na systemie brytyjskim, jak: Indie, Pakistan, Australia Nowa Zelandia.

## USA
W okresie od wojny o niepodległość Stanów Zjednoczonych Marynarka Wojenna nie używała żadnego  stopnia admiralskiego i najwyższym stopniem był stopień komandora (ang. captain). Równocześnie używano nazwy komodor jako tytułu honorowego dla oficerów dowodzących czasowo zespołem co najmniej dwóch jednostek. W 1857 r. wprowadzono najwyższy stopień oficera flagowego (ang. flag officer). Już podczas wojny secesyjnej w 1862 r. nazwę stopnia oficera flagowego zmieniono na komodora. Następnie wprowadzono stopnie kontradmirała, wiceadmirała i admirała (2 ostatnie jako stopnie honorowe nadawane za zasługi). W 1899 r. stopień komodora został zlikwidowany (wszyscy komodorzy zostali awansowani na kontradmirałów). W 1943 r. w okresie drugiej wojny światowej ponownie przywrócono stopień komodora. W 1947 r. zaprzestano mianowania na ten stopień i do 1950 r. wszyscy komodorzy zostali awansowani na kontradmirałów lub przeszli w stan spoczynku (ci oficerowie już w stanie spoczynku zostali także awansowani na kontradmirałów). W 1982 r. utworzono stopień admirała komodora (ang. commodore admiral), który w 1983 r. przemianowano na komodora, a następnie na rear admiral (lower half) [dotychczasowy stopień kontradmirała przemianowano na rear admiral (upper half)].

## Niemcy
W Niemczech w Kaiserliche Marine funkcję komodora przydzielano kapitanom w stopniu "Kapitan zur See" (odpowiednik pułkownika w wojskach lądowych i lonictwie wojskowym) dowodzących zespołem okrętów. W Reichsmarine w czasach Republik Weimarskiej nie był używany. W 1939 stopień ten pod nazwą Kommodore wprowadzono w Kriegsmarine III Rzeszy. Stopień Kommodore był wyższy od stopnia Kapitän zur See a niższy od kontradmirała. W marynarce wojennej Niemieckiej Republiki Demokratycznej stopnia i funkcji komodor nie używano. W marynarce wojennej Niemiec od 1956 wprowadzono jego odpowiednik jako Flotillenadmiral. Wg kodu NATO - OF-06.
W Wehrmachcie i Luftwaffe nie używano stopnia wojskowego Kommodore. Wprowadzono Kommodore w Luftwaffe dla oznaczenia funkcji dowódczej w jednostce odpowiadającej sile pułku, jako Geschwaderkommodore. Posiadali oni najczęściej stopień między kapitanem i pułkownikiem.